# Grepstad
Grepstad är en by i Västra Stenby socken, Motala kommun söder om staden Motala i Östergötlands län.
Strax norr om byn finns ett stort gravfält som innehåller 71 fornlämningar bestående av tre bågar, 39 runda stensättningar, fem  domarringar och 24 resta stenar. Vid gravfältet finns också flera hålvägar och den i folktron omtalade Midsommarkällan.

## 1300-talet
Grepstad nämns första gången i de skriftliga källorna 1336 då kyrkoherden Klemens i Ekebyborna till Håkan Karlsson sålde de gods i Grepstad som Lars i Kastberga givit i själagåva till Ekebyborna kyrka och dess präst mot att han (Klemens) till kyrkan lämnade sina gods i Nässja socken.
I ett diplom från 1347 uppger Peter Jonsson vilka gods hans syster Katarina och hans svåger Johan Botolfsson erhöll i arv efter hans föräldrar, bland dem fanns Grepstad (Grepstadhi).
Grepstad var 1370-1392 boställe för häradshövdingen i Aska härad Elof Ingemarsson Djäken.

## 1400-talet
År 1441 skänkte riksrådet Hans Kröpelins änka Katarina Nilsdotter två attungar i Grepstad (Griffstaede) och ett stort antal andra egendomar i Östergötland och Småland till Sankt Martins kloster i Skänninge.
Enligt handlingar från 1458 och 1466 var Grepstad sätesgård för väpnaren Johan Karlsson.
År 1468 erhöll Ingrid Karsdotter vid ett syskonskifte av sin bror Erengisle Gädda på Gäddeholm bland annat en gård i Grepstad.
Åtminstone under åren 1476 och 1477 var Grepstad sätesgård för Torkel (Törgils) Jonsson (Johansson).

## 1500-talet
Under senare delen av 1500-talet omfattade byn tre gårdar av vilka två var  frälse. Den ena ägdes 1562 av Svante Sture den yngre och den andra av Anna Clemetsdotter Hogenskild till Åkerö och sonen Hogenskild Bielke.